# Supaplex
Supaplex — компьютерная игра в жанре аркадной головоломки, клон оригинальной игры Boulder Dash (1984). Опубликована в 1991 году компанией Dream Factory. Работает в операционных системах Windows и MS-DOS.
Состоит из 111 основных уровней, кроме которых есть множество дополнительных.

## Игровой процесс
| Русскоязычные издания | Русскоязычные издания |
| Издание               | Оценка                |
| --------------------- | --------------------- |
| Game.EXE              | 4,3                   |

Игрок управляет красным шариком (колобком) по имени Мёрфи, находящимся «внутри» программной части компьютера. Необходимо найти выход с текущего уровня. При этом, как правило, необходимо собрать имеющиеся на уровне «инфотроны», все или только определённое их количество. Чтобы это сделать, зачастую требуется обойти весь уровень, решая на ходу разнообразные головоломки, в которых требуется логическое мышление и реакция. Одновременно с этим игрок не должен взорваться сам или создавать для себя безвыходные ситуации (когда сам игрок, выход или недостающие инфотроны завалены, либо когда выход или недостающие инфотроны взорваны; в общем случае это необратимое неправильное расположение предметов).
Помимо движения по горизонтали и вертикали, главный герой может воздействовать на соседние предметы: например, «высосать» основу (инфотрон или дискету) в выбранном направлении и выполнять активные действия (например, размещение дискеты, если она есть в наличии). Автором музыкальной темы игры является Дэвид Уиттейкер (англ. David Whittaker).
Игровой персонаж по своему стилю напоминает Пакмана, только красного цвета. Игровой мир состоит из внутренностей электроники и предметов сходной тематики — это дискеты, микросхемы и др.